# Ojos del Salado
Ojos del Salado és un estratovolcà situat a la Serralada dels Andes, a la frontera entre Xile i l'Argentina. Amb els seus 6.900 m d'altitud, és el volcà més alt del món, a més a més de ser la muntanya més alta de Xile, així com la segona més alta del continent americà, després de l'Aconcagua (6960 m).
Donada la seva ubicació, a tocar del desert d'Atacama, la muntanya presenta condicions climàtiques molt seques, amb neu només a l'hivern i als trams superiors.
No es tenen notícies d'erupcions en temps històrics, malgrat existir fumaroles als voltants del cim. La darrera erupció datada es va produir fa uns 1.300 anys, però malgrat això no se'l considera un volcà extingit.

## Geologia
Ojos del Salado és un estratovolcà el cràter del qual queda enfonsat i envoltat per dos cims rocosos en forma de torre. Aquests dos cims, un a la banda xilena i l'altre a l'argentina, tenen una altura molt similar, essent la xilena uns 8 ± 5 cm més alta.
Aquesta muntanya, que obté el seu nom del riu Salado, està situat en una serralada volcànica. La serralada, orientada en sentit est-oest, s'estén 60 quilòmetres, des del pas fronterer de San Francisco fins al Massís de Tres Cruces.

#### Altitud
Al llarg dels anys s'han utilitzar diversos mecanismes de mesura per determinar l'altura de les dues muntanyes més altes del continent. Per aquesta raó, les dades que s'accepten com a oficials no són iguals a Xile i Argentina i, a més, han anat variant al llarg dels anys. L'any 2005, una expedició de la Universitat de Concepción estableix les mesures següents: l'Aconcagua amb 6965 m.s.n.m. i Ojos del Salado, amb 6891 m.s.n.m. Aquestes mesures, que es basen en el model geoidal sud-americà de SIRGAS, són acceptades per l'Instituto Geográfico Militar xilè i, per tant, es consideren oficials a Xile. No obstant, l'estat argentí considera que l'altura oficial de l'Ojos del Salado és de 6879 m.s.n.m.

## Cim amb dos pics
El cim principal del Ojos del Salado culmina en dues torres de roca separades uns 60 metres l'una de l'altra:
- torre Est o cim argentí, massa principal de la muntanya i que conté la majoria de la roca mare.
- torre Oest o cim xilè, una agulla aïllada de punta plana que s'enlaira entre dos cràters.

Pel que fa a l'alçada, una medició d'un equip argentí presa l'any 2003 estableix la torre Oest com la més alta, per 54 ± 5 cm. No obstant això, segons el criteri actual de l'alpinisme, ambdós cims es consideren iguals a nivell de l'ascensió.

## Rutes d'ascensió
L'ascens es considera senzill a nivell tècnic, però si que és necessaria una bona preparació i estat físic.
Les condicions climàtiques de fred extrem i forts vents, units a l'altitud, suposen un perill de consideració important.
El primer ascens es va fer l'any 1937 per Jan Alfred Szczepański i Justyn Wojsznis, membres d'una expedició polonesa als Andes.

#### Des d'Argentina
Les expedicions inicien la seva ruta a la ciutat de Fiambalá, a Catamarca (1550 m). És un accés logísticament més difícil doncs les rutes en vehicle acaben més lluny del cim, però més fàcil a nivell físic.

#### Des de Xile
Les rutes d'accés des de territori xilè són més properes al cim, a més de comptar amb la presència de dos refugis d'alçada. L'aproximació es fa des de la ciutat de Copiapó (370 m), a 250 quilòmetres. Hi ha rutes establertes que ofereixen transport fins a Laguna Verde (4245 m), on els alpinistes poden aclimatar-se. Posteriorment es fa l'accés al refugi de la Universitat d'Atacama amb vehicle, a 5200 metres, i posteriorment al Refugi Tejos, a 5825 m. És des d'aquest últim refugi que és fa l'accés al cim.